# Unterreichenbach
Unterreichenbach è un comune tedesco di 2 333 abitanti, situato nel land del Baden-Württemberg.